# ايمانويل فيليبيني
ايمانويل فيليبيني (بالإيطالية: Emanuele Filippini)‏ (3 يوليو 1973 ببريشا في إيطاليا - ) هو لاعب كرة قدم إيطالي في مركز الوسط. لعب مع نادي بارما ونادي باليرمو ونادي بريشيا ونادي بولونيا ونادي تريفيزو ونادي لاتسيو ونادي ليفورنو وFootball Club Ospitaletto 2000 ‏.

## وصلات خارجية
- ايمانويل فيليبيني على موقع قاعدة بيانات كرة القدم.إي يو (الإنجليزية)
- ايمانويل فيليبيني على موقع Soccerway.com (الإنجليزية)
- ايمانويل فيليبيني على موقع عالم كرة القدم.نت (الإنجليزية)